# Asociación Civil Minervén Bolívar Fútbol Club
L'Asociación Civil Minervén Bolívar Fútbol Club è una società calcistica di Puerto Ordaz, Venezuela. Milita nella Segunda División Venezolana, la seconda divisione del campionato venezuelano di calcio.
Fondato nel 1985 con il nome di Club Minervén, aveva inizialmente sede in El Callao. Il 27 luglio 2007 cambiò nome in Asociación Civil Minervén Bolívar Fútbol Club.
Il principale rivale del club è il Deportivo Mineros de Guayana, l'altra squadra dello Stato Bolívar. Questa sfida è nota con il nome di "Clásico del Sur".

## Palmarès

### Competizioni nazionali
- Campionato venezuelano: 1

1995-1996

### Altri piazzamenti
- Campionato venezuelano:

Secondo posto: 1991-1992, 1992-1993
Terzo posto: 1989-1990
- Copa Venezuela:

Finalista: 1994, 1997
- Segunda División:

Secondo posto: 1987-1988, 2007-2008

## Competizioni CONMEBOL
- Coppa Libertadores

1993: Secondo turno
1994: Quarti di finale
1996: Secondo turno
1997: Secondo turno
- Coppa CONMEBOL

1994: Quarti di finale

## Rosa 2008/2009
| N. |                      | Ruolo | Calciatore          |
| -- | -------------------- | ----- | ------------------- |
|    | Venezuela (bandiera) | P     | Julio Alvarez       |
|    | Venezuela (bandiera) | P     | Tulio Hernández     |
|    | Venezuela (bandiera) | D     | Carlos Verdú        |
|    | Venezuela (bandiera) | D     | Daniel Benitez      |
|    | Venezuela (bandiera) | D     | Daniel Urquiola     |
|    | Venezuela (bandiera) | D     | David Mcintosh      |
|    | Venezuela (bandiera) | D     | Freddy Reyes        |
|    | Venezuela (bandiera) | D     | Jorge Amara         |
|    | Venezuela (bandiera) | D     | Juan Carlos Holguin |
|    | Venezuela (bandiera) | D     | Samuel Benavides    |
|    | Venezuela (bandiera) | C     | Agnel Flores        |
|    | Venezuela (bandiera) | C     | Alberth Depablos    |
|    | Venezuela (bandiera) | C     | Eduardo Rivero      |

| N. |                      | Ruolo | Calciatore       |
| -- | -------------------- | ----- | ---------------- |
|    | Venezuela (bandiera) | C     | Héctor Pérez     |
|    | Argentina (bandiera) | C     | Hugo Ibañez      |
|    | Venezuela (bandiera) | C     | Javier Caraballo |
|    | Venezuela (bandiera) | C     | Juan Sanchez     |
|    | Argentina (bandiera) | C     | Leonardo Verón   |
|    | Venezuela (bandiera) | C     | Omar Uribe       |
|    | Venezuela (bandiera) | C     | Xavier Gomez     |
|    | Colombia (bandiera)  | A     | Leandro Vargas   |
|    | Venezuela (bandiera) | A     | Amado Reales     |
|    | Venezuela (bandiera) | A     | Héctor Valdes    |
|    | Venezuela (bandiera) | A     | Juan Méndez      |
|    | Venezuela (bandiera) | A     | Charlis Ortiz    |